# 2002年亞洲運動會斯里蘭卡代表團
2002年亞洲運動會於2002年9月29日至10月14日在韓國釜山舉行，斯里蘭卡代表團拿下6面獎牌（包括2面金牌），在獎牌榜中名列第21位。